# Gueorgui Voronói
Gueorgui Feodósievich Voronói (Георгій Феодосійович Вороний, Георгий Феодосьевич Вороной, 28 de abril de 1868-20 de noviembre de 1908) fue un matemático ucraniano descendiente de una familia de grandes matemáticos ucranianos. Entre otros descubrimientos es conocido por haber definido los diagramas de Voronói.
Estudió desde 1889 en la Universidad de San Petersburgo donde fue alumno de Andréi Márkov. En 1894 se convierte en profesor de la Universidad de Varsovia, donde trabajó en fracciones continuas.

## Obra

### Algunas publicaciones
- Über die Bernoullischen Zahlen (ruso) Commun. Charkov Math. Soc. 2 (1889): 129–148

- Eine Verallgemeinerung des Kettenbruch-Algorithmus (ruso) Warschauer Universitätsverlag, Warschau 1896

- Sur un problème du calcul des fonctions asymptotiques. J. Reine Angew. Math. 126 (1903): 241–282

- Sur une fonction transcendante et ses applications à la sommation de quelques séries. Ann. Sci. de l'Éc. Norm. Sup. 21 (1904): 207–267, 459–533

- Nouvelles applications des paramètres continus à la théorie des formes quadratiques I. Sur quelques propriétés des formes quadratiques positives parfaites. J. Reine angew. Math. 133 (1907): 97–178

- Nouvelles applications des paramètres continus à la théorie des formes quadratiques II. Recherches sur les paralléloèdres primitifs. J. Reine Angew. Math. 134 (1908): 198–287

- Domaines de formes quadratiques correspondant aux différents types de paralléloèdres primitifs. J. Reine Angew. Math. 136 (1909): 67–181

- I. M. Winogradow u.a. (ed.) Gesammelte Werke in drei Bänden (ruso) Verlag der Akademie der Wiss. der Ukrain. SSR, Kiew 1952/53

## Literatura
- B. N. Delone: The St. Petersburg school of number theory (=History of Mathematics. v. 26) Am. Mathematical Soc. Providence 2005, ISBN 0-8218-3457-6 (en ruso en el original: Moscú/Leningrado 1947).

- Thomas Liebling, Lionel Pournin: Voronoi diagrams and Delaunay triangulations: ubiquitous Siamese twins, Documenta Mathematica, Extra Volume ISMP, 2012, p. 419–431, pdf